# Krymmel
Krymmel er  farvede stykker sukker som bruges til pynt på kager eller soft ice. Krymmel fås i mange forskellige farver og som fint eller groft hakket chokolade, tutti-frutti, harlekin. Krymmel sælges af specialkøbmænd og supermarkeder.
Ordet kommer fra tysk Krümel, der betyder (brød)krumme.